# Головко Кузьма Петрович
Кузьма Петрович Головко (1 листопада 1919, село Селидівка, тепер місто Селидове Донецької області — ?, місто Донецьк) — український радянський діяч, 1-й секретар Артемівського (Бахмутського) райкому і міськкому КПУ Сталінської (Донецької) області, секретар Донецького сільського обласного комітету КПУ.

## Біографія
Член ВКП(б) з 1941 року.
З 1941 до грудня 1945 року — в Червоній армії, учасник німецько-радянської війни з січня 1942 року. Служив стрільцем окремої роти автоматників 25-ї окремої стрілецької бригади Харківського військового округу та 59-ї армії Волховського фронту. Потім перебував на партійній роботі в евакуаційному госпіталі № 4065.
На 1950—1957 роки — 1-й секретар Артемівського районного комітету КПУ Сталінської області. У грудні 1957 — січні 1963 року — 1-й секретар Артемівського (Бахмутського) міського комітету КПУ Сталінської (Донецької) області.
17 січня 1963 — 7 грудня 1964 року — секретар Донецького сільського обласного комітету КПУ — голова сільського обласного комітету партійно-державного контролю. Одночасно, 21 січня 1963 — 12 грудня 1964 року — заступник голови виконавчого комітету Донецької сільської обласної ради депутатів трудящих.
7 грудня 1964 — 25 січня 1966 року — завідувач відділу адміністративних органів Донецького обласного комітету КПУ.
25 січня 1966 — 8 липня 1974 року — завідувач відділу організаційно-партійної роботи Донецького обласного комітету КПУ.
Потім — на пенсії.

## Звання
- підполковник

## Нагороди
- орден Жовтневої Революції
- орден Вітчизняної війни І ст. (6.11.1985)
- орден Червоної Зірки
- орден «Знак Пошани»
- медаль «За відвагу» (28.03.1942)
- медаль «За оборону Ленінграда»
- медаль «За перемогу над Німеччиною у Великій Вітчизняній війні 1941—1945 рр.»
- медалі